# Familienieuws.com
Familienieuws.com was een Nederlandstalige nieuwswebsite die zich richtte op Surinamers in binnen- en buitenland. De website publiceerde vooral familieberichten, zoals condoleances, felicitaties en aankondigingen voor huwelijken, geslaagden of jubilarissen, en oproepen voor mensen die vermist, spoorloos of gezocht zijn. De site publiceerde daarnaast verhalen en nieuws, en ingezonden anonieme verhalen.
De site werd in 2015 opgericht als Familienieuws.sr als condoleanceregister voor de Surinaamse gemeenschap. In 2016 is de overstap gemaakt naar een .com-domeinnaam.